# Parque nacional Shirvan
El parque nacional Shirvan (en azerí: Şirvan Milli Parkı) es un parque nacional de Azerbaiyán. Fue establecido por decreto del Presidente de Azerbaiyán, Ilham Aliyev, el 5 de julio de 2003 en territorio del rayón de Salyan y rayón de Neftçala. Su superficie es de 54 373,5 hectáreas (543,735 kilómetros cuadrados). El parque nacional Shirvan se estableció sobre la base de la Reserva estatal Shirvan fundada en 1969 y algunas zonas vecinas. La actividad de la reserva se centra en la protección y la reproducción de la Gazella subgutturosa, además de aves acuáticas y biotipos de plantas típicas de la llanura de Shirvan.

## Objetivo del parque
El parque nacional fue establecido con el objetivo principal de la protección y la reproducción de la Gazella subgutturosa. Entre otros objetivos:
- conservar el complejo natural, fondo genético y territorios naturales raros, también la historia y cultura de los objetos del territorio;
- crear las condiciones para el turismo y la recreación;
- preparar y usar los métodos de protección de la naturaleza y divulgación ecológica.
- realizar supervisión ecológica
- restablecer la naturaleza defectuosa, complejo histórico-cultural y objetos, que están en estos territorios.

## Flora y fauna
Alrededor de cuatro hectáreas del territorio del parque nacional es cuenca. En los territorios marismas del parque habitan pájaros del paso, como avutarda, cisnes, etc. De los mamíferos en el territorio hay gacelas.
De los murciélagos en el parque se habitan Myotis blythii, M. mystacinus, Pipistrellus pipistrellus, P. Kuhlii, Rhinolophus hipposideros, R. ferrumequinum, Vespertilio murinus, Eptesicus serotinus, etc.
En el parque nacional también habitan Pusa caspica, de roedores Microtus socialis, Rattus norvegicus, Allactaga elater, Lepus europaeus, de depredadores Canis lupus, Canis aureus, Mustela nivalis, Vormela peregusna, Meles meles, Felis chaus, Felis silvestris lybica, Felis silvestris, de artiodáctilos jabalí y gacelas.
En el territorio del parque nacional se puede encontrar cuatro tipos de anfibios, 17 de reptiles, de los que tres son tortugas, seis lagartos y tres serpientes.